# Afrikander
Afrikander (afrikand i singularis), ibland även afrikaaner eller afrikaaners, är ättlingar till nederländska nybyggare i Sydafrika. Termen används ibland synonymt med boer. Afrikanderna bor till största delen i Sydafrika, men även i Namibia, Botswana, Zimbabwe, Moçambique och Malawi. I Sydafrika finns det cirka 3 miljoner afrikander, cirka 6 procent av befolkningen eller 60 % av den vita befolkningen. 

## Namnet
Folkslagsbenämningen "afrikand" ("Afrikaner") betyder "afrikan" på afrikaans. Traditionellt konservativa afrikander använder ofta uttrycket boer. "Afrikand" är den beteckning som förordas på svenska av Språkrådet, eftersom "afrikaan" lätt kan sammanblandas med "afrikan". Det är även det uttryck som Sveriges Radios språkvårdare rekommenderar.

## Historia
Afrikanderna är i huvudsak ättlingar till flamländska, nederländska, tyska, franska och spanska invandrare från 1600-talet. Afrikanderna bosatte sig till största delen i Sydafrika, Namibia och Rhodesia. Många afrikander valde att bege sig till Afrika för att starta ett nytt liv på grund av politisk eller religiös förföljelse i sina hemländer. I likhet med många kolonisatörer kom nybyggarna med tiden att anse sig vara landets rättmätiga styresmän, vilket påverkade synen på infödda afrikaner negativt.
Termen "boer" är en holländsk beteckning för "bonde", men under slutet av 1800-talet började boerna identifiera sig med Afrika och såg sig själva som afrikaner.

### Afrikandernas språk
Afrikanderna utvecklade snart ett eget språk, som var grundat på nederländska. Språket blandades med olika afrikanska termer och gradvis utvecklades ett eget språk, afrikaans.
Afrikanderna levde tämligen isolerade under 1700- och 1800-talen. Läs- och skrivkunnigheten var mycket begränsad och den vanligaste boken antas ha varit Bibeln, och då särskilt Gamla Testamentet[källa behövs]. Detta bidrog till att kyrka och tro fick stort utrymme i vardagslivet för många afrikander som i huvudsak var och är kalvinister.

### Britternas styre
Då britterna kom till Sydafrika minskades afrikandernas inflytande och de kom att marginaliseras allt mer. Missnöjet med britternas inflytande ledde till att de konservativaste afrikanderna lämnade Kapkolonin under 1800-talet, och begav sig norr- och österut, där de grundade flera självständiga republiker, bl.a. Oranjefristaten och Transvaal. Denna utvandring kallas i Sydafrika die Groot Trek (den stora vandringen) och har många likheter med den mytbildning som finns kring hur amerikanska nybyggare och pionjärer successivt lade under sig västra delarna av dagens USA. Guld- och diamantfyndigheter och den brittiska koloniala tanken på ett sammanhängande välde från Kap till Kairo ledde till allt tätare konfrontationer med britterna och så småningom till andra boerkriget, 1899-1902. Boernas nederlag innebar att Transvaal och Oranjefristaten integrerades i en union som motsvarar dagens Sydafrika. 
År 1910 blev Sydafrika självständigt, men förblev en del av det brittiska samväldet. Den svarta och den indiska befolkningen hade inga rättigheter i landet utan britterna styrde i praktiken. Afrikanderna organiserade sig och bildade olika intresseorganisationer med syftet att göra sig av med britternas styre. Rörelserna blev allt mer extrema och präglades ofta av religiös nationalism. År 1925 ersattes holländska av afrikaans som officiellt språk. 
Vid andra världskrigets utbrott ville regeringen, ledd av det brittiskvänliga United Party och premiärminister Jan Smuts, gå med i kriget på de allierades sida. Då många afrikander var tyskättlingar och antipatin mot Storbritannien givet boerkriget och den brutala brittiska koloniseringen var starkare än mot Tyskland vållade detta stora protester och ansats till uppror (Robey Leibbrandt, Ossewabrandwag m fl), men United Party, med överväldigande majoritet, vann omröstningen i parlamentet.

### Apartheid
År 1948 kom nationalistpartiet till makten. Valresultatet ledde till att många afrikander upplevde en ökad självkänsla. År 1960 blev Sydafrika republik. Fram till 1970-talet införde landets regering hårda raslagar med syftet att säkra de vitas och därmed afrikandernas situation i landet. Detta system av rasrelaterade lagar kom att kallas apartheid. 
År 1989 blev F.W. de Klerk president i Sydafrika. Större delen av afrikanderna lade sin röst på de konservativa och dess presidentkandidat Andries Treurnicht. Väl på presidentposten började de Klerk tillsammans med ANC:s Nelson Mandela att leda landet bort från apartheidpolitiken.

## Volkstaat
Frihetsfronten (Vryheidfront) som anses representera de konservativa afrikanderna förespråkar en långsiktig plan för att bilda en volkstaat eller tuisland (hemland) för afrikanderna. 
Orania, som startades 1990 av 40 afrikandiska familjer, anses av många vara starten på en Volkstaat. Orania som ägs av företaget Vluytjeskraal Aandeleblok, sköter också området. Befolkningen i Orania består helt och hållet av afrikander. Det bor ungefär 500 afrikandfamiljer i Orania. Idén bakom Orania är att man skall behålla afrikandernas historia och kultur och att afrikander skall styra sig själva och arbeta för sig själva (selfwerksaamheid). 

## Traditioner
Olika kyrkoaktiviteter är populära bland många afrikander som till största delen är kalvinister. Firandet av olika äldre nationella dagar (till exempel republikens grundande) upprätthålls av många konservativa och traditionalister. Voortrekker-monumentet utanför Pretoria ses som en samlingsplats för många afrikander där de firar sitt "förbund" med Gud som de slöt under "den stora vandringen", då en grupp afrikandiska nybyggare den 16 december 1838 mirakulöst lyckades besegra en anfallande styrka zulukrigare vid floden Blood river utan egna förluster. 
Afrikanderna är ofta mycket intresserade av sport, speciellt rugby, cricket och fotboll.[källa behövs] Populärast är rugby. Sydafrikas rugbylag Springboks har många afrikandsupportrar. Cricket har historiskt sett varit mera populärt bland de engelsktalande.